# Caños EP
Caños è il settimo EP del gruppo alternative rock Verdena uscito il 29 giugno 2007. Prende titolo dalla settima traccia estratta dall'album Requiem.

## Tracce
1. Caños [edito] - 3:42
2. Malaga - 1:39
3. L'ora è buia - 3:16
4. Parabellum - 6:27
5. His latest flame (Marie's the name) (Elvis Presley) - 2:19
6. Fluido - 6:38

## Formazione
- Alberto Ferrari - voce, chitarra elettrica, chitarra acustica, pianoforte
- Roberta Sammarelli - basso, cori
- Luca Ferrari - batteria, synth
- Fidel Fogaroli - tastiere, noises in Parabellum
- Andrea "Chaki" Gaspari - synth opus 3 in Fluido

## Video
- Il videoclip di Caños è ispirato ad una strofa del brano («lingue di bue, un pasto per due»). L'intero video è caratterizzato dal contrasto di colori e oggetti.[1] Il video è stato diretto da Marco Gentile.

## Curiosità
- La traccia Parabellum è stata scritta dal programmatore degli Almamegretta (Stefano Facchielli, D.Rad), scomparso nel 2004. I Verdena hanno ripreso in mano la canzone aggiungendoci tutti gli strumenti ora presenti. Inizialmente la canzone doveva finire in una compilation per celebrare Stefano; i Verdena, però, non realizzarono in tempo la canzone e così decisero di metterla in questo EP.[2]

### Andamento nella classifica dei singoli italiani
| Posizione | 3 | 7 | 10 | 10 | 23 | 14 | 11 | 15 | 12 | 12 | 24 | 13 | - | - | - | - | - | - | - | 39 | 18 |